# João da Saxónia
João (Dresden, 12 de dezembro de 1801 – Dresden, 29 de outubro de 1873) foi o Rei da Saxônia de 1854 até sua morte. Era o terceiro filho de Maximiliano, Príncipe Herdeiro da Saxônia, e sua primeira esposa Carolina de Parma, ascendendo ao trono após a morte de seu irmão mais velho Frederico Augusto II.

## Primeiros anos
Durante a maior parte da sua vida, João teve poucas hipóteses de herdar a coroa da Saxónia: antes dele estavam o seu pai e os seus dois irmãos mais velhos, Frederico Augusto e Clemente. Contudo, em 1822, Clemente morreu sem descendentes em Itália e João passou apenas a ter o seu irmão à sua frente na linha de sucessão.

## Rei da Saxónia
João tornou-se Rei da Saxónia após a morte do irmão Frederico Augusto II no dia 9 de agosto de 1854.
A Organização Judiciária de 1855, a extensão da rede de caminhos-de-ferro, a introdução da liberdade nas trocas comerciais fizeram parte das suas principais medidas. Com o seu governo veio a aceitação do Tratado Comercial Francês (1862) e o inicio das negociações par um contracto semelhante com a Itália. Ele trabalhou sob a influência do seu primeiro-ministro  Friedrich Ferdinand von Beust para resolver a questão da Grande Alemanha (Großdeutsche Lösung) para um acordo imperial (que incluía a Áustria). Em 1866, a Saxónia lutou ao lado da Áustria na Guerra Austro-Prussiana. Finalmente, após a derrota na Batalha de Königgrätz, a Saxónia juntou-se à Confederação da Alemanha do Norte e, em 1871, ao Império Alemão sob a hegemonia do Reino da Prússia. O rei morreu dois anos depois, aos setenta e um anos.
Além do seu trabalho político, João dedicava-se muito à literatura. Com o pseudónimo de Philalethes traduziu a Divina Comédia de Dante para o alemão e algumas partes deste trabalho foram colocadas no Schloss Weesenstein. O bairro de Johannstadt em Dresden recebeu o nome em sua honra.

## Casamento e descendência
João casou-se por procuração, em Munique, no dia 10 de novembro de 1822 e em pessoa, em Dresden, no dia 21 de novembro de 1822 com a princesa Amélia Augusta da Baviera, filha do rei Maximiliano I da Baviera. Tiveram nove filhos:
- Maria Augusta (1827-1857)
- Alberto (1828-1902), casou-se com Carolina de Vasa
- Maria Isabel (1830-1912)
- Frederico Augusto Ernesto (1831-1847)
- Jorge I (1832-1904), casou-se com a infanta Maria Ana de Portugal
- Sidônia (1834-1862)
- Ana (1836-1859), casou-se com o grão-duque Fernando IV da Toscana
- Margarida (1840-1858), casou-se com o arquiduque Carlos Luís da Áustria
- Sofia (1845-1867), casou-se com Carlos Teodoro, duque da Baviera